# Jermaine Fowler
Jermaine Fowler (Washington D. C., 16 de mayo de 1988) es un actor, escritor y comediante estadounidense, principalmente conocido por su papel de Lavelle Junson, el hijo perdido del rey Akeem Joffer, en la película de 2021 Coming 2 America y Franco Wicks el protagonista de la serie de televisión de la cadena estadounidense CBS Superior Donuts. 

## Biografía

### Infancia y adolescencia
Es el segundo de cuatro hijos, Fowler y su hermano gemelo nacieron en Washington, DC y se criaron en las afueras de la ciudad de Hyattsville, Maryland; donde se graduó en la Northwestern High School. Abandonó la universidad a los 20 años y se mudó a la ciudad de Nueva York. Durante el día, buscaba trabajo y por la noche actuaba en micrófonos abiertos de locales de Times Square.

### Carrera

#### 2012-2015: Comic special
En 2012, comenzó a recorrer el país actuando en clubes de comedia y universidades. En 2013, participó en Guy Code de MTV2 y escribió, produjo y protagonizó sus propios episodios piloto. En 2014, protagonizó durante dos temporadas Friends of the People en el canal TruTV. En 2015, produjo y protagonizó su debut en su especial de comedia, «Give 'Em Hell, Kid», cuya licencia de emisión entregó al canal Showtime.

#### Superior Donuts
En 2017, se convirtió en productor ejecutivo y estrella de la comedia de situación de la CBS Superior Donuts. La popularidad del programa llevó a que el 23 de marzo de 2017 se renovara para una segunda temporada, tras la cual fue cancelada. También tiene un papel recurrente en la serie Crashing de HBO.
El 17 de septiembre de 2017, fue el presentador de la 69.ª edición de los Premios Primetime Emmy.

## Filmografía
- Código Guy (2012)
- El show de Eric Andre (2012)
- Regalos divertidos o muertos (2013)
- Lucas Bros. Moving Co. (2014-2015)
- BoJack Horseman (2014)[3]
- Comedia subterránea con Dave Attell (2014)[4]
- Amigos del pueblo (2014)[5]
- Delores y Jermaine (2015)
- Robot Chicken (2015)
- Give 'Em Hell, Kid (Stand up Comedy Show, 2016)[6]
- Morris y la vaca (2016)
- Estrellarse (2017)
- Padre de familia (2017)
- Lip Sync Battle (2017)
- Donuts superiores (2017–2018)[7]
- Sorry to Bother You (2018)[8]
- Buffaloed (2019)[9]
- Coming 2 America (2021)
- Moon Girl and Devil Dinosaur (2023)
- The Drop (2022)[10]
- Ricky Stanicky (2024)[11]
- Don't Tell Mom the Babysitter's Dead (2024)
- Sting (2024)
- Late Bloomers (2024)[12]